# 中市街道 (阜阳市)
中市街道，是中华人民共和国安徽省阜阳市颍泉区下辖的一个乡镇级行政单位。

## 行政区划
中市街道下辖以下地区：
新建社区、三里社区、车站社区、东关外社区、胜利社区、河滨社区、泉河社区、新世纪社区、惠泉社区、顺河社区、金马社区、泉北社区、新兴社区、三皇社区、北京西路社区、双河社区、北京中路社区、泉颍社区、泉源社区、西湖社区、商贸城社区、工业园社区、白庙社区、十里铺村、坎河村、尚庄村、李老庄村、街头村、王付郢村和中北村。